# Svenska normallyceum
Svenska normallyceum, Norsen, var en svenskspråkig skola i stadsdelen Gardestaden i Helsingfors mellan 1864 och 1977. Skolan var endast för pojkar till år 1974 då den blev samskola. Vid övergången till grundskolsystemet 1977 bildade mellanskoleklasserna Högstadieskolan Svenska normallyceum, och gymnasieklasserna Ottelinska Gymnasiet, omdöpt 1982 till Gymnasiet Svenska normallyceum.

## Historia
Svenska normallyceum inrättades på initiativ av Johan Vilhelm Snellman. Inledningsvis hette skolan Helsingfors normalskola, men namnet ändrades 1874.
Som normalskola erbjöd Norsen blivande lärare auskulteringsmöjligheter, varför den innefattade både klassisk och realskolebildning. Norsen upphörde år 1974 som normalskola. 
Norsen var endast för pojkar till år 1974 då den fusionerades med Svenska Flicklyceet i Helsingfors och blev därmed ett samlyceum.
1867-1872 hade skolan också en finskspråkig avdelning.
Skolan låg åren 1867-1878 vid Kaserngatan 48. Därifrån flyttade skolan till en hyrd lokal vid Bangatan 2 tills den av Hampus Dalström ritade skolbyggnaden uppfördes 1880 på Unionsgatan 2 i Gardesstaden. 
Föreningen Forna Normallyceister r.f. grundades år 1947 och är en förening för forna elever och lärare i Norsen som normalskola, Norsen som samlyceum från år 1974 samt Norsen som grundskolans högstadieskola och gymnasium från 1977.

## Rektorer
- Julius Efraim Bergroth 1864-1870
- Alfred Kihlman 1871-1895
- Carl Johan Lindeqvist 1896-1900
- Vilhelm Theodor Rosenqvist 1900-1918

## Kända alumner
Som normalskola var kopplingen till universitetet självskriven och skolan fostrade många framstående universitetsmän och statstjänstemän.
- Alec Aalto, ämbetsman, diplomat
- Edward Andersson, jurist, professor
- Bo Carpelan, författare
- Adolf Ehrnrooth, general
- Kurt Ekman, poet, skribent
- Einar Englund, tonsättare
- Jörn Donner, författare, filmregissör, filmproducent, journalist, kritiker, politiker
- Per Falck, kemist, rektor vid Tölö Svenska samskola och högstadiet Svenska Normallyceum
- Carl Jacob Gardberg, arkeolog, historiker, författare
- Ragnar Granit, vetenskapsman, forskare, nobelpris mottagare 1967
- Monica Groop, operasångerska
- Christian Grönroos, professor i service- och relationsmarknadsföring
- Harry Helenius, diplomat
- Gustav Hägglund, general
- Krister Höckerstedt, läkare, professor
- Jan-Magnus Jansson politiker, professor i statsvetenskap
- Christer Kihlman, skribent, litteraturkritiker, författare
- Erik Kruskopf, konsthistoriker, konstkritiker, författare
- Bror Axel Lamberg, läkare
- Börje Lampenius, skådespelare, regissör
- Magnus Lindberg, tonsättare
- Claus Montonen, fysiker
- Rafael Paro, journalist, chefredaktör
- Waldemar Ruin, pedagog, professor, universitetsrektor
- Leif Salmén, journalist, författare
- Leif Segerstam, dirigent, tonsättare, pianist, violinist
- Leif Sevón, jurist, domare
- Mikael Sundman, arkitekt
- Roger Talermo, företagsledare, freestyle skidåkare
- Linus Torvalds, upphovsman till operativsystemskärnan Linux
- Carl Edvard Törmänen, skådespelare och översättare av teaterpjäser
- Göran von Bonsdorff, statsvetare, professor
- Georg Henrik von Wright, filosof, professor, ledamot av Finlands akademi
- Nils Erik Wickberg, arkitekt, historiker
- Thomas Wilhelmsson, professor i civil- och handelsrätt
- Benedict Zilliacus, journalist, kåsör
- Carl Öhman, teaterchef
- Bosse Österberg, musiker, författare, illustratör och arkitekt

## Publikationer om skolan
- Hägglund Paul: De svenska läroverken i Helsingfors 1944 – 1977. Skolhistoriskt Arkiv 21/1991, 56 – 100.
- Geber Erik: De svenska privatskolornas betydelse. Skolhistoriskt Arkiv 37/2017.
- Lysande exempel : Svenska Normallyceum i Helsingfors 1864-2014 / Henrik Meinander

## Bilder

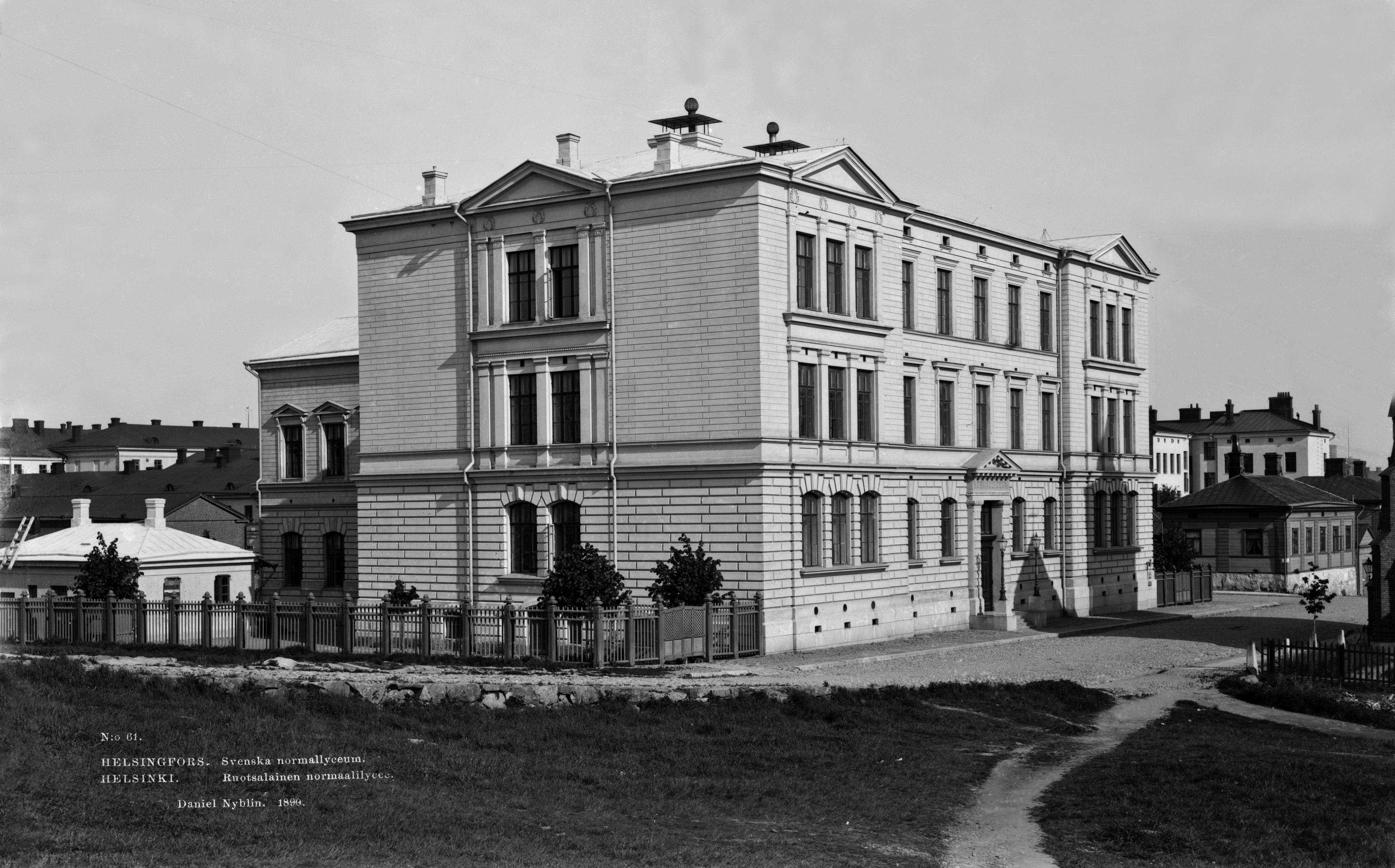
Svenska Normallyceum 1890 på Unionsgatan 2
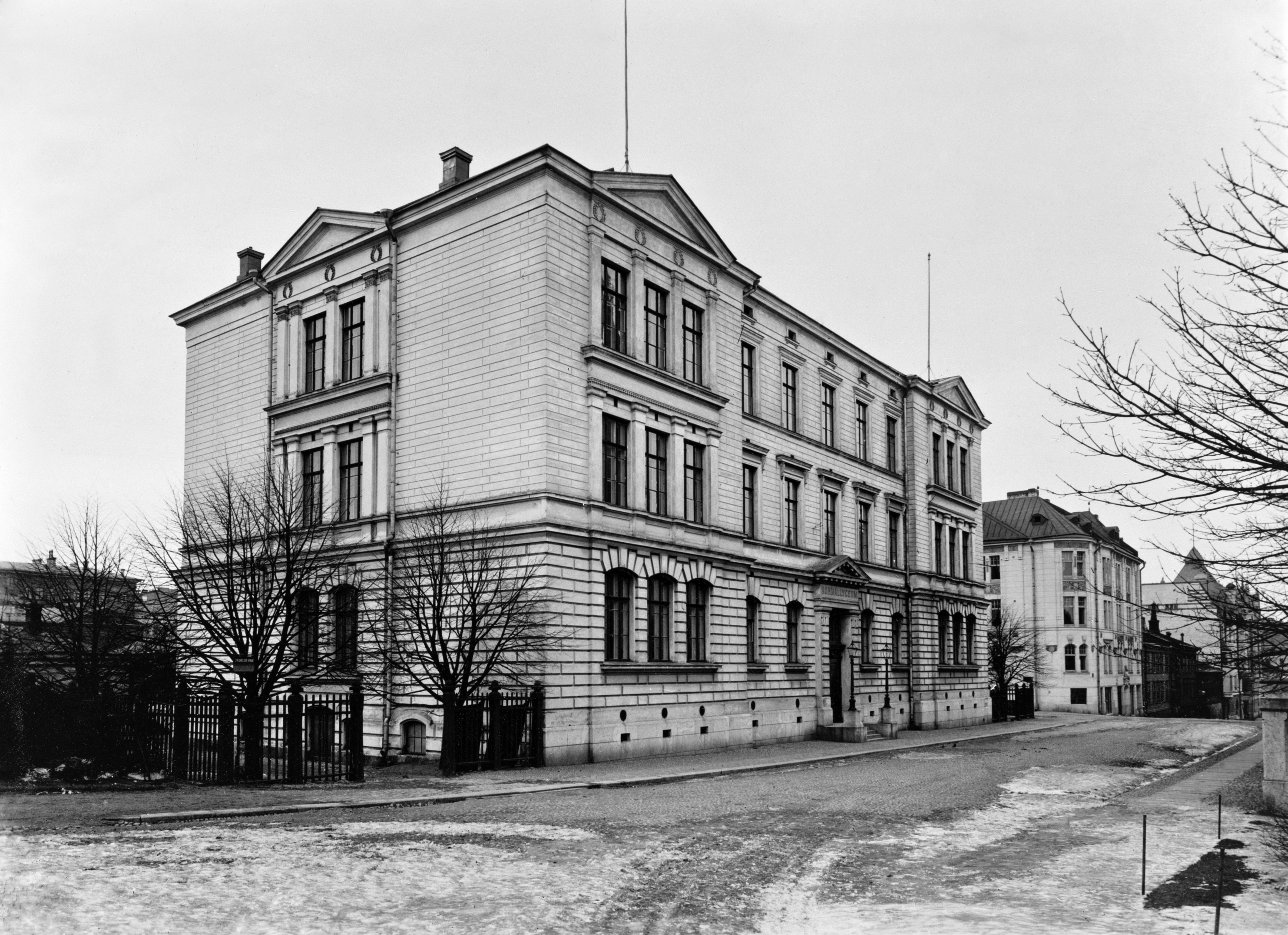
Svenska Normallyceum 1937 på Unionsgatan 2